# Stephen Foster Briggs
Stephen Foster Briggs (Watertown, Dacota do Sul, 4 de dezembro de 1885 – Naples, Flórida, 16 de outubro de 1976) foi um engenheiro mecânico estadunidense, co-fundador da empresa Briggs & Stratton, e fundador da Outboard Marine Corporation.

## Vida e educação
Stephen Foster Briggs nasceu em Watertown, Dacota do Sul e graduou-se na Watertown High School e na South Dakota State College em Brookings, Dacota do Sul.

## Carreira inicial
A ideia de Briggs para o seu primeiro produto veio de um projeto de classe de engenharia de nível superior, enquanto no South Dakota State College. Este primeiro produto foi um motor de seis cilindros de dois tempos, desenvolvido por Stephen Foster Briggs durante seus cursos de engenharia no estado de Dacota do Sul. Após sua graduação ele estava ansioso para produzir seu motor e entrar na indústria automobilística em rápida expansão. Bill Juneau, um professor no estado de Dacota do Sul, sabia da ambição de Briggs e dos interesses empresariais de Harold Meade Stratton, um comerciante de grãos de sucesso que tinha uma fazenda próxima à fazenda de Juneau, e por isto ele levou os dois a se conhecerem. Em 1922 sua nova empresa estabeleceu um recorde na indústria automobilística, vendendo o automóvel Briggs & Stratton Flyer (o "Red Bud") a preços recordes de US$ 125 a US$ 150.

## Companhia Briggs & Stratton
Fundada em 1908 em Milwaukee, Wisconsin, e depois baseada em Wauwatosa, Wisconsin.
A empresa começou como uma parceria informal entre Briggs e Harold M. Stratton. Eventualmente, a Briggs and Stratton optou por fabricar componentes automotivos e pequenos motores a gasolina. Briggs comprou uma patente de motor da companhia A. O. Smith, que começou a acionar as primeiras máquinas de lavar e os cortadores de bobinas, assim como muitos outros tipos de equipamentos. A empresa abriu o capital na Bolsa de Nova Iorque em 1928.
Durante a Segunda Guerra Mundial a Briggs & Stratton produziu geradores para o esforço de guerra. Alguns motores pré-guerra foram fabricados com alumínio, o que ajudou a empresa a desenvolver sua tecnologia no uso deste material. Esse desenvolvimento, juntamente com o crescimento no pós-guerra dos subúrbios na década de 1950, ajudou a garantir o sucesso do crescimento da Briggs & Stratton ao longo das décadas de 1950 e 1960.
Stephen Briggs comprou a Evinrude e a Johnson Outboards e iniciou a Outboard Marine Corporation. Frederick P. Stratton, Sr. (filho de Harold Stratton) serviu como presidente da Briggs & Stratton até sua morte em 1962. Frederick P. Stratton, Sr. (filho de Harold Stratton) serviu como presidente da Briggs & Stratton até sua morte em 1962. Frederick P. Stratton, Jr. serviu como presidente até sua aposentadoria em 2001.
Morreu em Naples, Flórida.